# Sisymbrella
Sisymbrella é um género botânico pertencente à família Brassicaceae.